# Four Little Diamonds
«Four Little Diamonds» es una canción del grupo británico Electric Light Orchestra, publicada en el álbum de estudio Secret Messages (1983). La canción, compuesta por Jeff Lynne, fue también publicada como el tercer sencillo del álbum, tras «Rock 'n' Roll Is King» y «Secret Messages», en octubre de 1983.
La canción, también incluida en una versión más corta en las cajas recopilatorias Afterglow y Flashback, obtuvo un éxito inferior a anteriores sencillos del grupo en los Estados Unidos. Alcanzó el puesto 86 en la lista Billboard Hot 100, donde pasó solo dos semanas, mientras que en el Reino Unido llegó al puesto 84.
La canción aparece en Grand Theft Auto: Vice City y se puede escuchar en la estación de radio ficticia Flash FM.
El sencillo fue publicado en formato 7", con «Letter from Spain» como cara B, y en 12" con una segunda cara B, «The Bouncer». 

## Posición en listas
| País           | Lista             | Posición |
| -------------- | ----------------- | -------- |
| Reino Unido    | UK Singles Chart  | 84       |
| Estados Unidos | Billboard Hot 100 | 86       |